# Franz Xaver Gabelsberger
Franz Xaver Gabelsberger (Monaco, 9 febbraio 1789 – Monaco, 4 febbraio 1849) è stato un inventore tedesco, stenografo di fama mondiale.

## Biografia
Terminati gli studi secondari nel 1807, le sue precarie condizioni di salute gli permisero l'esenzione dal servizio militare ed ottenne di essere arruolato nel servizio civile del governo bavarese. I suoi superiori notarono che aveva una bellissima grafia, per cui venne adibito a mansioni di calligrafo.
All'età di 28 anni cominciò a sviluppare un suo sistema di stenografia, che venne presto adottato dal governo bavarese e poi da altri stati di lingua tedesca. Il sistema è completamente descritto nel testo Anleitung zur deutschen Redezeichenkunst oder Stenographie, pubblicato a Monaco di Baviera nel 1834.
Questo sistema stenografico venne poi adattato alla lingua italiana da Enrico Carlo Noë nel 1865.